# Jezioro Małe Mierzeszyńskie
Jezioro Małe Mierzeszyńskie – jezioro w powiecie gdańskim (województwo pomorskie). Z jeziora wypływa rzeka Kłodawa.
Ogólna powierzchnia: 12,8 ha